# Металізм
Металізм — економічний принцип, який полягає у тому, що вартість грошей випливає з купівельної спроможності товару, на якому вона ґрунтується. Грошова одиниця в металістській грошовій системі може вироблятися з самого товару ( товарних грошей ) або використовувати засоби обміну, такі як національні банкноти, підкріплені цим товаром. Термін був введений Георгом Фрідріхом Кнаппом, щоб описати грошові системи, які використовували монети, карбовані у сріблі, золоті чи інших металах. 
В металістичній економічній теорії вартість валюти випливає з ринкової вартості товару, на якому вона базується незалежно від її грошової ролі. Карл Менгер вважав, що гроші з'явились коли покупці та продавці на ринку домовилися про звичайний товар як засіб обміну, щоб зменшити вартість бартеру. Внутрішня вартість цього товару повинна бути достатньою, аби зробити його високо “комерційним” або легко прийнятним як оплату. У цій системі покупці та продавці реальних товарів і послуг встановлюють засіб обміну, а не суверенна держава . Металісти розглядають роль держави у карбуванні чи офіційному маркуванні монет як гаранта якості та кількості металу, що використовується при виготовленні монети. Кнапп відрізняв металізм від карталізму (або антиметалізму), грошової системи, в якій держава має монопольну владу над власною валютою і створює унікальний ринок і попит на цю валюту шляхом введення податків або інших подібних боргів, які можна законно стягнути, для свого народу. Сплатити такі податки чи борги можна лише у цій валюті. 
Йозеф Шумпетер розрізняв "теоретичний" і "практичний" металізм. Шумпетер категоризував позицію Менгера, що товарний зв'язок має важливе значення для розуміння походження та природи грошей, як "теоретичний металізм". Він визначив "практичний металізм" як теорію про те, що, хоча суверенна держава має необмежену владу створювати незабезпечені валюти (гроші без внутрішньої або викупної товарної вартості), більш розумним є прийняття гарантованої валютної системи. 

## Суперечності

### Металізм проти фіатних грошових систем
Прихильники металізму виступають проти використання фіатних грошей, тобто грошових коштів, що випускаються урядом, без внутрішньої вартості . 

### Металізм проти карталізму
Історично головним суперником школи металізму був карталізм, який стверджує, що навіть у системах, де монети виготовляються з дорогоцінних металів, гроші формують свою цінність головним чином від авторитету держави.  Конкуренція між цими двома альтернативними системами існувала тисячоліттями задовго до того, як концепції були формалізовані. Часом використовувались гібридні грошові системи. Константина Кацарі стверджувала, що принципи як металізму, так і карталізму знайшли відображення в грошовій системі, запровадженій Октавіаном Августом, яка використовувалася в східних провінціях Римської імперії з початку І століття до кінця ІІІ століття н.е. 

### Монометалізм проти біметалізму
Менша суперечність, пов'язана з металізмом, полягає в тому, чи слід використовувати один метал як валюту (як у монометалізмі), чи для цього має бути два чи більше металів (як у біметалізмі ). 

## Історія металевих грошових систем
Історично срібло було головним видом грошей у всьому світі, циркулюючи біметалічно разом із золотом. У багатьох мовах слова "гроші" та "срібло" однакові. В останню епоху глобальних металевих грошей, тобто першої чверті XX століття, монометалічне використання золота було стандартом. 

## Широке значення терміна
У широкому сенсі цього терміна, який, як правило, використовується лише вченими, металізм вважає гроші "породженням ринку", засобом сприяння обміну товарами та послугами. У цьому широкому сенсі сутнісною природою грошей є купівельна спроможність, і її не обов'язково потрібно гарантувати металами. Сприймаючись в такому широкому сенсі, металізм відображає думку більшості економістів, яка переважала з початку XIX століття. 

## Дивитися також
- Товарні гроші
- Біметалізм
- Булліонізм
- Монетарна політика
- Дорогоцінний метал
- Сильверити
- Сучасна монетарна теорія

## Подальше читання
- David Fields & Matías Vernengo (2011). Гегемонічні валюти під час кризи: долар проти євро у карталістській перспективі. Робочий документ Інституту економіки податків № 666.
- Девід Філдс та Матіас Верненго (2012): Гегемонічні валюти під час кризи: долар проти євро в карталістичній перспективі, Огляд міжнародної політичної економії, DOI: 10.1080 / 09692290.2012.698997